# Spirostreptus acutangulus
Spirostreptus acutangulus är en mångfotingart som först beskrevs av Brandt 1841.  Spirostreptus acutangulus ingår i släktet Spirostreptus och familjen Spirostreptidae. Inga underarter finns listade i Catalogue of Life.